# Neocatastrofismo

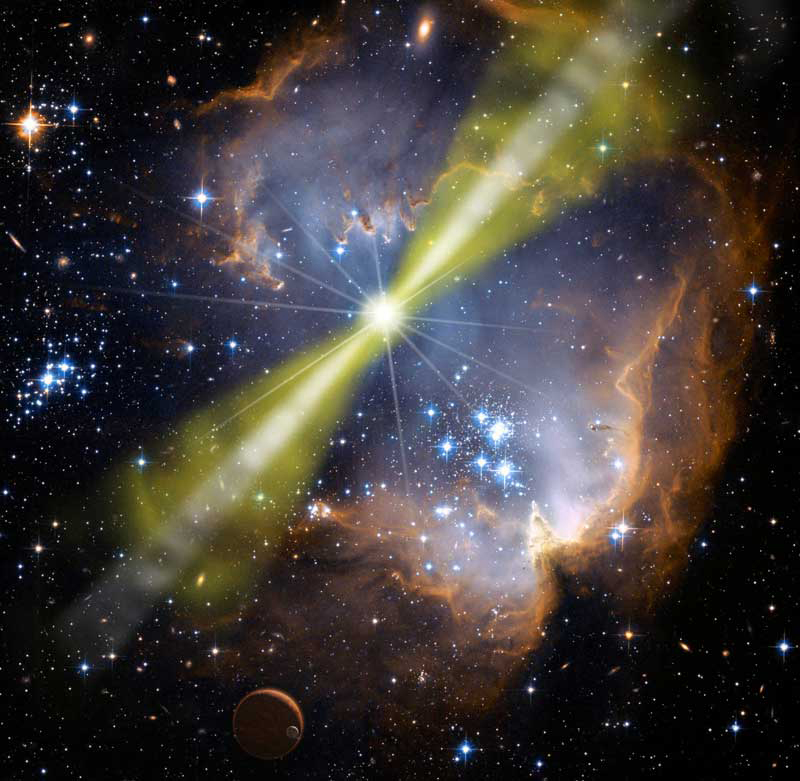
Los brotes de rayos gamma pueden haber regulado el advenimiento de la vida inteligente.

El Neocatastrofismo es la teoría según la cual eventos que resultan letales para la vida, tales como brotes de rayos gamma, han actuado como mecanismos de regulación galáctica en la Vía Láctea hasta la emergencia de la vida compleja en su zona de habitabilidad. Se enuncia como una explicación de la paradoja de Fermi, dado que provee de un mecanismo que habría retrasado el -de otro modo esperado- advenimiento de vida inteligente (noogénesis) en la galaxia local cercana a la Tierra. Esta es una gran vía para explicar por qué nada de esto ha sido detectado hasta ahora por humanos.

## El problema
Se estima que los planetas tipo-Tierra en la Vía Láctea comenzaron a formarse hace 9 Ga AP (109 años), y que su vida media es 6.4 ± 0.7 Gya. Más aún, el 75% de las estrellas de la zona galáctica habitable son más antiguas que el Sol. Esto hace que la existencia de potenciales planetas donde podría evolucionar la vida inteligente no sea, con toda probabilidad, más antigua que la de la Tierra (4.54 Ga). Esto crea un dilema observacional a partir de los viajes interestelares (aún aquellos "menores", es decir cercanos a las posibilidades que brindan los alcances tecnológicos modernos), puesto que, en teoría, si esto hubiese ocurrido en otra parte, tomaría entre 5 y 50 millones de años solamente colonizar la galaxia entera. Esto conduce al acertijo propuesto por primera vez en 1950 por el físico Enrico Fermi en la hoy conocida paradoja de Fermi: "¿Por qué no están los extraterrestres o sus artefactos físicamente presentes aquí?"

## La resolución neocatastrófica
La evolución astrobiológica está sujeta a mecanismos reguladores que impide o pospone el advenimiento de criaturas complejas capaces de comunicación interestelar y tecnología viajera. Estos mecanismos reguladores actúan para esterilizar temporalmente la biología de los planetas en la zona galáctica habitable. El principal mecanismo de regulación propuesto son los brotes de rayos gamma.
Parte de la teoría neocatastrófica es que la evolución estelar produce una frecuencia descendente de tales eventos catastróficos, incrementando la duración de la «ventana» por la cual la vida inteligente puede emerger a medida que la galaxia envejece. De acuerdo a los modelos, esto crea la posibilidad de un cambio de fase al punto que una galaxia se convierte de un lugar que está esencialmente muerto (con algunas zonas de vida simple) a uno que está poblado de formas de vida compleja. 